# Liste der Baudenkmale in Groß-Buchholz
Die Liste der Baudenkmale in Groß-Buchholz enthält die Baudenkmale des hannoverschen Stadtteils Groß-Buchholz im Stadtbezirk Groß-Buchholz.

## Baudenkmalgruppe Hofanlagen Pinkenburger Straße
Die Baudenkmalgruppe Hofanlagen Pinkenburger Straße ist unter der ID 30592324 im Denkmalatlas des Landes Niedersachsen eingetragen und nach § 3 (3) Niedersächsisches Denkmalschutzgesetz geschützt.
| Lage                                                                  | Bezeichnung           | Beschreibung              | ID       | Bild |
| --------------------------------------------------------------------- | --------------------- | ------------------------- | -------- | ---- |
| Pinkenburger Straße 3/Pinkenburger Gang 7 52° 23′ 56″ N, 9° 48′ 24″ O | Haus Köritz           | Köritzhof                 | 30690668 |      |
| Pinkenburger Straße 3a 52° 23′ 55″ N, 9° 48′ 24″ O                    | Köritzhof/Altenteiler | Altenteiler des Köritzhof | 30690624 |      |
| Pinkenburger Gang 5 52° 23′ 56″ N, 9° 48′ 22″ O                       | Wohnhaus              |                           | 30690645 |      |
| Pinkenburger Gang 10 52° 23′ 56″ N, 9° 48′ 22″ O                      | Wohnhaus              |                           | 30690691 |      |
| Pinkenburger Gang 12 52° 23′ 55″ N, 9° 48′ 22″ O                      | Wohnhaus              |                           | 30690713 |      |

## Baudenkmalgruppe Militärkrankenhaus
Die Baudenkmalgruppe Militärkrankenhaus ist unter der ID 30593965 im Denkmalatlas des Landes Niedersachsen eingetragen und nach § 3 (3) Niedersächsisches Denkmalschutzgesetz geschützt.
| Lage                                         | Bezeichnung | Beschreibung | ID       | Bild |
| -------------------------------------------- | ----------- | ------------ | -------- | ---- |
| Gehägestraße 20a 52° 23′ 40″ N, 9° 47′ 28″ O |             |              | 30690886 |      |
| Gehägestraße 20b 52° 23′ 40″ N, 9° 47′ 28″ O |             |              | 30691626 |      |
| Gehägestraße 20c 52° 23′ 40″ N, 9° 47′ 26″ O |             |              | 30691654 |      |
| Gehägestraße 20d 52° 23′ 40″ N, 9° 47′ 26″ O |             |              | 30691682 |      |
| Gehägestraße 20e 52° 23′ 41″ N, 9° 47′ 26″ O |             |              | 30691710 |      |
| Gehägestraße 20f 52° 23′ 41″ N, 9° 47′ 26″ O |             |              | 30691738 |      |
| Gehägestraße 20g 52° 23′ 39″ N, 9° 47′ 25″ O |             |              | 30691766 |      |
| Gehägestraße 20j 52° 23′ 38″ N, 9° 47′ 23″ O |             |              | 30691794 |      |
| Gehägestraße 20k 52° 23′ 39″ N, 9° 47′ 22″ O |             |              | 30691822 |      |
| Gehägestraße 20l 52° 23′ 40″ N, 9° 47′ 22″ O |             |              | 30691850 |      |
| Gehägestraße 20m 52° 23′ 38″ N, 9° 47′ 21″ O |             |              | 30691878 |      |
| Gehägestraße 20n 52° 23′ 38″ N, 9° 47′ 18″ O |             |              | 30691906 |      |
| Gehägestraße 20p 52° 23′ 39″ N, 9° 47′ 18″ O |             |              | 30691934 |      |
| Gehägestraße 20q 52° 23′ 39″ N, 9° 47′ 18″ O |             |              | 30691962 |      |
| Gehägestraße 20s 52° 23′ 37″ N, 9° 47′ 17″ O |             |              | 30691990 |      |
| Gehägestraße 22a 52° 23′ 42″ N, 9° 47′ 26″ O |             |              | 30690916 |      |
| Gehägestraße 24e 52° 23′ 35″ N, 9° 47′ 17″ O |             |              | 30690939 |      |
| Gehägestraße 30 52° 23′ 35″ N, 9° 47′ 14″ O  |             |              | 30690988 |      |

## Baudenkmalgruppe Ortskern Groß Buchholz
Die Baudenkmalgruppe Ortskern Groß Buchholz ist unter der ID 30592312 im Denkmalatlas des Landes Niedersachsen eingetragen und nach § 3 (3) Niedersächsisches Denkmalschutzgesetz geschützt.
| Lage                                                        | Bezeichnung            | Beschreibung                                                                      | ID       | Bild           |
| ----------------------------------------------------------- | ---------------------- | --------------------------------------------------------------------------------- | -------- | -------------- |
| Groß-Buchholzer Kirchweg 52° 24′ 2″ N, 9° 48′ 13″ O         | Mauer                  |                                                                                   | 40812111 |                |
| Groß-Buchholzer Kirchweg 66 52° 24′ 5″ N, 9° 48′ 8″ O       | Wohnwirtschaftsgebäude |                                                                                   | 30690184 | Weitere Bilder |
| Groß-Buchholzer Kirchweg 68 52° 24′ 5″ N, 9° 48′ 10″ O      | Wohnwirtschaftsgebäude |                                                                                   | 30690206 |                |
| Groß-Buchholzer Kirchweg 68 52° 24′ 5″ N, 9° 48′ 10″ O      | Stall                  |                                                                                   | 40812030 |                |
| Groß-Buchholzer Kirchweg 70 52° 24′ 3″ N, 9° 48′ 11″ O      | Scheune                |                                                                                   | 30690407 |                |
| Groß-Buchholzer Kirchweg 70 52° 24′ 2″ N, 9° 48′ 9″ O       | Mauer                  |                                                                                   | 40824911 |                |
| Groß-Buchholzer Kirchweg 70a 52° 24′ 2″ N, 9° 48′ 10″ O     | Stall                  |                                                                                   | 40817324 |                |
| Groß-Buchholzer Kirchweg 70b/c/d 52° 24′ 2″ N, 9° 48′ 12″ O | Wohnwirtschaftsgebäude |                                                                                   | 30690228 |                |
| Groß-Buchholzer Kirchweg 72a 52° 24′ 1″ N, 9° 48′ 14″ O     | Wohnwirtschaftsgebäude |                                                                                   | 30690251 |                |
| Groß-Buchholzer Kirchweg 72b 52° 24′ 1″ N, 9° 48′ 15″ O     | Wohnwirtschaftsgebäude |                                                                                   | 30691479 |                |
| Groß-Buchholzer Kirchweg 72c 52° 24′ 0″ N, 9° 48′ 15″ O     | Wohnwirtschaftsgebäude |                                                                                   | 30691502 |                |
| Groß-Buchholzer Kirchweg 90 52° 23′ 59″ N, 9° 48′ 16″ O     | Wohnwirtschaftsgebäude |                                                                                   | 30690274 |                |
| Groß-Buchholzer Straße 52° 23′ 57″ N, 9° 48′ 14″ O          | Kriegerdenkmal         |                                                                                   | 30688582 |                |
| Groß-Buchholzer Straße 52° 23′ 57″ N, 9° 48′ 14″ O          | Baumbestand            |                                                                                   | 40779065 |                |
| Groß-Buchholzer Straße 5 52° 23′ 58″ N, 9° 48′ 12″ O        | Scheune                |                                                                                   | 40779447 |                |
| Groß-Buchholzer Straße 9 52° 23′ 55″ N, 9° 48′ 8″ O         | Wohnwirtschaftsgebäude |                                                                                   | 30688433 |                |
| Groß-Buchholzer Straße 9 52° 23′ 55″ N, 9° 48′ 7″ O         | Scheune                |                                                                                   | 30690296 |                |
| Groß-Buchholzer Straße 9a 52° 23′ 56″ N, 9° 48′ 7″ O        | Stallanbau             |                                                                                   | 40825117 | BW             |
| Groß-Buchholzer Straße 11 52° 23′ 54″ N, 9° 48′ 5″ O        | Wohnhaus               |                                                                                   | 30690318 |                |
| Kapellenbrink 4 52° 24′ 3″ N, 9° 48′ 9″ O                   | Kapelle                |                                                                                   | 30690340 |                |
| Kapellenbrink 4 52° 24′ 3″ N, 9° 48′ 8″ O                   | Stall                  |                                                                                   | 40824966 |                |
| Kapellenbrink 6 52° 24′ 4″ N, 9° 48′ 7″ O                   | Scheune                |                                                                                   | 30690385 |                |
| Kapellenbrink 6 52° 24′ 4″ N, 9° 48′ 8″ O                   | Torpfeiler             |                                                                                   | 40812422 |                |
| Kapellenbrink 8 52° 24′ 5″ N, 9° 48′ 6″ O                   | Wohnwirtschaftsgebäude |                                                                                   | 30690429 |                |
| Kapellenbrink 8 52° 24′ 4″ N, 9° 48′ 7″ O                   | Torpfeiler             |                                                                                   | 40830699 |                |
| Kapellenbrink 9 52° 24′ 1″ N, 9° 48′ 12″ O                  | Wohnwirtschaftsgebäude |                                                                                   | 30690451 | BW             |
| Kapellenbrink 10 52° 24′ 4″ N, 9° 48′ 6″ O                  | Wohnhaus               |                                                                                   | 30690474 |                |
| Kapellenbrink 11 52° 24′ 1″ N, 9° 48′ 12″ O                 | Wohnwirtschaftsgebäude |                                                                                   | 30691525 | BW             |
| Kapellenbrink 13 52° 24′ 1″ N, 9° 48′ 12″ O                 | Wohnwirtschaftsgebäude |                                                                                   | 30691546 | BW             |
| Kapellenbrink 15 52° 24′ 1″ N, 9° 48′ 13″ O                 | Wohnwirtschaftsgebäude |                                                                                   | 40812219 | BW             |
| Kapellenbrink 24 52° 24′ 2″ N, 9° 48′ 8″ O                  | Wohnhaus               |                                                                                   | 30691588 |                |
| Kapellenbrink 24/30 52° 24′ 1″ N, 9° 48′ 8″ O               | Scheune                |                                                                                   | 40813748 |                |
| Kapellenbrink 24/30 52° 24′ 1″ N, 9° 48′ 7″ O               | Wirtschaftsgebäude     |                                                                                   | 40813775 |                |
| Kapellenbrink 29 52° 24′ 0″ N, 9° 48′ 10″ O                 | Scheune                |                                                                                   | 30690516 |                |
| Kapellenbrink 29 52° 24′ 0″ N, 9° 48′ 9″ O                  | Wohnwirtschaftsgebäude | Hof Burzlaff                                                                      | 30690538 |                |
| Kapellenbrink 29 52° 23′ 59″ N, 9° 48′ 9″ O                 | Zaun                   |                                                                                   | 40781119 |                |
| Kapellenbrink 29 52° 24′ 0″ N, 9° 48′ 9″ O                  | Stallanbau             | der Stallanbau wurde abgerissen und an seiner Stelle ein Carport errichtet        | 40828660 |                |
| Kapellenbrink 29 52° 24′ 0″ N, 9° 48′ 10″ O                 | Wirtschaftsgebäude     | das Wirtschaftsgebäude wurde abgerissen und an seiner Stelle ein Neubau errichtet | 40828691 |                |
| Kapellenbrink 30 52° 24′ 0″ N, 9° 48′ 7″ O                  | Wohnhaus               |                                                                                   | 30690495 |                |
| Kapellenbrink 30 52° 24′ 0″ N, 9° 48′ 8″ O                  | Mauer                  |                                                                                   | 40781394 |                |
| Kapellenbrink 32 52° 23′ 59″ N, 9° 48′ 7″ O                 | Wohnhaus               |                                                                                   | 30690583 |                |
| Kapellenbrink 32 52° 23′ 59″ N, 9° 48′ 8″ O                 | Mauer                  |                                                                                   | 40781232 |                |
| Kapellenbrink 33 52° 23′ 59″ N, 9° 48′ 13″ O                | Wohnwirtschaftsgebäude |                                                                                   | 30690602 |                |

## Baudenkmalgruppe Schulkomplex Käthe-Kollwitz- und Gerhart-Hauptmann-Schule
Die Baudenkmalgruppe Schulkomplex Käthe-Kollwitz- und Gerhart-Hauptmann-Schule ist unter der ID 30593824 im Denkmalatlas des Landes Niedersachsen eingetragen und nach § 3 (3) Niedersächsisches Denkmalschutzgesetz geschützt.
| Lage                                               | Bezeichnung              | Beschreibung | ID       | Bild |
| -------------------------------------------------- | ------------------------ | ------------ | -------- | ---- |
| Hermann-Bahlsen-Allee 3 52° 23′ 56″ N, 9° 47′ 3″ O | Gerhart-Hauptmann-Schule |              | 30690735 |      |
| Podbielskistraße 230 52° 23′ 59″ N, 9° 47′ 0″ O    | Käthe-Kollwitz-Schule    |              | 38144695 |      |

## Baudenkmalgruppe Siedlung Liststadt
Die Baudenkmalgruppe Siedlung Liststadt ist unter der ID 30592298 im Denkmalatlas des Landes Niedersachsen eingetragen und nach § 3 (3) Niedersächsisches Denkmalschutzgesetz geschützt.
| Lage                                            | Bezeichnung | Beschreibung                    | ID       | Bild |
| ----------------------------------------------- | ----------- | ------------------------------- | -------- | ---- |
| Buchenplan 1 52° 24′ 4″ N, 9° 47′ 24″ O         |             |                                 | 30688736 |      |
| Buchenplan 2 52° 24′ 4″ N, 9° 47′ 24″ O         |             |                                 | 30688758 |      |
| Buchenplan 3 52° 24′ 5″ N, 9° 47′ 24″ O         |             |                                 | 30688780 |      |
| Buchenplan 4 52° 24′ 5″ N, 9° 47′ 23″ O         |             |                                 | 30688802 |      |
| Buchenplan 5 52° 24′ 6″ N, 9° 47′ 23″ O         |             |                                 | 30688824 |      |
| Buchenplan 6 52° 24′ 6″ N, 9° 47′ 23″ O         |             |                                 | 30688846 |      |
| Buchenplan 7 52° 24′ 7″ N, 9° 47′ 23″ O         |             |                                 | 30688868 |      |
| Buchenplan 8 52° 24′ 7″ N, 9° 47′ 23″ O         |             |                                 | 30688890 |      |
| Buchenplan 9 52° 24′ 7″ N, 9° 47′ 21″ O         |             |                                 | 30688912 |      |
| Buchenplan 10 52° 24′ 6″ N, 9° 47′ 21″ O        |             | (nur als Teil der Gesamtanlage) |          |      |
| Buchenplan 11 52° 24′ 5″ N, 9° 47′ 21″ O        |             | (nur als Teil der Gesamtanlage) |          |      |
| Buchenplan 12 52° 24′ 5″ N, 9° 47′ 21″ O        |             | (nur als Teil der Gesamtanlage) |          |      |
| Buchenplan 13 52° 24′ 4″ N, 9° 47′ 21″ O        |             | (nur als Teil der Gesamtanlage) |          |      |
| Buchenplan 14 52° 24′ 4″ N, 9° 47′ 22″ O        |             | (nur als Teil der Gesamtanlage) |          |      |
| Defreggerstraße 1 52° 24′ 3″ N, 9° 47′ 25″ O    |             |                                 | 30689034 |      |
| Defreggerstraße 3 52° 24′ 3″ N, 9° 47′ 23″ O    |             |                                 | 30689056 |      |
| Eichenplan 1 52° 24′ 5″ N, 9° 47′ 28″ O         |             |                                 | 30689078 |      |
| Eichenplan 2 52° 24′ 6″ N, 9° 47′ 28″ O         |             |                                 | 30689100 |      |
| Eichenplan 3 52° 24′ 6″ N, 9° 47′ 28″ O         |             |                                 | 30689122 |      |
| Eichenplan 4 52° 24′ 7″ N, 9° 47′ 28″ O         |             |                                 | 30689144 |      |
| Eichenplan 5 52° 24′ 7″ N, 9° 47′ 27″ O         |             |                                 | 30689166 |      |
| Eichenplan 6 52° 24′ 7″ N, 9° 47′ 27″ O         |             |                                 | 30689188 |      |
| Eichenplan 7 52° 24′ 8″ N, 9° 47′ 27″ O         |             |                                 | 30689210 |      |
| Eichenplan 8 52° 24′ 8″ N, 9° 47′ 25″ O         |             |                                 | 30689232 |      |
| Eichenplan 9 52° 24′ 7″ N, 9° 47′ 25″ O         |             |                                 | 30689254 |      |
| Eichenplan 10 52° 24′ 7″ N, 9° 47′ 25″ O        |             |                                 | 30689276 |      |
| Eichenplan 11 52° 24′ 6″ N, 9° 47′ 25″ O        |             |                                 | 30689298 |      |
| Eichenplan 12 52° 24′ 6″ N, 9° 47′ 25″ O        |             |                                 | 30689320 |      |
| Eichenplan 13 52° 24′ 5″ N, 9° 47′ 26″ O        |             |                                 | 30689342 |      |
| Eichenplan 14 52° 24′ 5″ N, 9° 47′ 26″ O        |             |                                 | 30689364 |      |
| Eichenplan 15 52° 24′ 4″ N, 9° 47′ 26″ O        |             |                                 | 30689386 |      |
| Fuhrenplan 1 52° 24′ 2″ N, 9° 47′ 24″ O         |             |                                 | 30691236 |      |
| Fuhrenplan 2 52° 24′ 2″ N, 9° 47′ 24″ O         |             |                                 | 30691259 |      |
| Fuhrenplan 3 52° 24′ 1″ N, 9° 47′ 25″ O         |             |                                 | 30691282 |      |
| Fuhrenplan 4 52° 24′ 1″ N, 9° 47′ 25″ O         |             |                                 | 30691305 |      |
| Fuhrenplan 5 52° 24′ 0″ N, 9° 47′ 25″ O         |             |                                 | 30691328 |      |
| Fuhrenplan 6 52° 24′ 0″ N, 9° 47′ 25″ O         |             |                                 | 30691351 |      |
| Klingerstraße 2 52° 24′ 9″ N, 9° 47′ 29″ O      |             |                                 | 30689408 |      |
| Klingerstraße 4 52° 24′ 8″ N, 9° 47′ 29″ O      |             |                                 | 30689430 |      |
| Klingerstraße 6 52° 24′ 8″ N, 9° 47′ 29″ O      |             |                                 | 30689452 |      |
| Klingerstraße 8 52° 24′ 7″ N, 9° 47′ 29″ O      |             |                                 | 30689474 |      |
| Klingerstraße 10 52° 24′ 7″ N, 9° 47′ 30″ O     |             |                                 | 30689496 |      |
| Klingerstraße 12 52° 24′ 7″ N, 9° 47′ 30″ O     |             |                                 | 30689518 |      |
| Klingerstraße 14 52° 24′ 6″ N, 9° 47′ 30″ O     |             |                                 | 30689540 |      |
| Klingerstraße 16 52° 24′ 6″ N, 9° 47′ 30″ O     |             |                                 | 30689562 |      |
| Lenbachplatz 1 52° 24′ 5″ N, 9° 47′ 29″ O       |             |                                 | 30691029 |      |
| Lenbachplatz 3 52° 24′ 2″ N, 9° 47′ 26″ O       |             |                                 | 30691052 |      |
| Lenbachplatz 4 52° 24′ 2″ N, 9° 47′ 26″ O       |             |                                 | 30691075 |      |
| Lenbachplatz 5 52° 24′ 2″ N, 9° 47′ 27″ O       |             |                                 | 30691098 |      |
| Lenbachplatz 6 52° 24′ 1″ N, 9° 47′ 27″ O       |             |                                 | 30691121 |      |
| Lenbachplatz 7 52° 24′ 1″ N, 9° 47′ 27″ O       |             |                                 | 30691144 |      |
| Lenbachplatz 8 52° 24′ 0″ N, 9° 47′ 27″ O       |             |                                 | 30691167 |      |
| Lenbachstraße 67 52° 24′ 0″ N, 9° 47′ 26″ O     |             |                                 | 30691213 |      |
| Lenbachstraße 69 52° 24′ 0″ N, 9° 47′ 26″ O     |             |                                 | 30691190 |      |
| Lindenplan 1 52° 24′ 3″ N, 9° 47′ 19″ O         |             | (nur als Teil der Gesamtanlage) |          |      |
| Lindenplan 2 52° 24′ 4″ N, 9° 47′ 19″ O         |             | (nur als Teil der Gesamtanlage) |          |      |
| Lindenplan 3 52° 24′ 4″ N, 9° 47′ 19″ O         |             | (nur als Teil der Gesamtanlage) |          |      |
| Lindenplan 4 52° 24′ 5″ N, 9° 47′ 19″ O         |             | (nur als Teil der Gesamtanlage) |          |      |
| Lindenplan 5 52° 24′ 6″ N, 9° 47′ 19″ O         |             | (nur als Teil der Gesamtanlage) |          |      |
| Lindenplan 6 52° 24′ 6″ N, 9° 47′ 19″ O         |             |                                 | 30690800 |      |
| Lindenplan 7 52° 24′ 5″ N, 9° 47′ 17″ O         |             | (nur als Teil der Gesamtanlage) |          |      |
| Lindenplan 8 52° 24′ 5″ N, 9° 47′ 17″ O         |             | (nur als Teil der Gesamtanlage) |          |      |
| Lindenplan 9 52° 24′ 4″ N, 9° 47′ 17″ O         |             | (nur als Teil der Gesamtanlage) |          |      |
| Lindenplan 10 52° 24′ 4″ N, 9° 47′ 17″ O        |             | (nur als Teil der Gesamtanlage) |          |      |
| Lindenplan 11 52° 24′ 3″ N, 9° 47′ 17″ O        |             | (nur als Teil der Gesamtanlage) |          |      |
| Podbielskistraße 258 52° 24′ 5″ N, 9° 47′ 14″ O |             | (nur als Teil der Gesamtanlage) |          |      |
| Podbielskistraße 260 52° 24′ 6″ N, 9° 47′ 15″ O |             | (nur als Teil der Gesamtanlage) |          |      |
| Podbielskistraße 262 52° 24′ 6″ N, 9° 47′ 16″ O |             |                                 | 30689744 |      |
| Podbielskistraße 264 52° 24′ 6″ N, 9° 47′ 16″ O |             |                                 | 30689766 |      |
| Podbielskistraße 266 52° 24′ 6″ N, 9° 47′ 17″ O |             |                                 | 30689788 |      |
| Podbielskistraße 268 52° 24′ 6″ N, 9° 47′ 18″ O |             |                                 | 30689810 |      |
| Podbielskistraße 270 52° 24′ 7″ N, 9° 47′ 19″ O |             |                                 | 30689832 |      |
| Podbielskistraße 272 52° 24′ 7″ N, 9° 47′ 19″ O |             |                                 | 30689854 |      |
| Podbielskistraße 274 52° 24′ 7″ N, 9° 47′ 20″ O |             |                                 | 30689876 |      |
| Podbielskistraße 276 52° 24′ 7″ N, 9° 47′ 21″ O |             |                                 | 30689898 |      |
| Podbielskistraße 278 52° 24′ 7″ N, 9° 47′ 21″ O |             |                                 | 30689920 |      |
| Podbielskistraße 280 52° 24′ 8″ N, 9° 47′ 22″ O |             |                                 | 30689942 |      |
| Podbielskistraße 282 52° 24′ 8″ N, 9° 47′ 23″ O |             |                                 | 30689964 |      |
| Podbielskistraße 284 52° 24′ 8″ N, 9° 47′ 23″ O |             |                                 | 30689986 |      |
| Podbielskistraße 286 52° 24′ 8″ N, 9° 47′ 24″ O |             |                                 | 30690008 |      |
| Podbielskistraße 288 52° 24′ 8″ N, 9° 47′ 25″ O |             |                                 | 30690030 |      |
| Podbielskistraße 290 52° 24′ 8″ N, 9° 47′ 25″ O |             |                                 | 30690052 |      |
| Podbielskistraße 292 52° 24′ 9″ N, 9° 47′ 26″ O |             |                                 | 30690074 |      |
| Podbielskistraße 294 52° 24′ 9″ N, 9° 47′ 27″ O |             |                                 | 30690096 |      |
| Podbielskistraße 296 52° 24′ 9″ N, 9° 47′ 27″ O |             |                                 | 30690118 |      |
| Podbielskistraße 298 52° 24′ 9″ N, 9° 47′ 28″ O |             |                                 | 30690140 |      |
| Podbielskistraße 300 52° 24′ 9″ N, 9° 47′ 29″ O |             |                                 | 30690162 |      |

## Einzeldenkmale
| Lage                                                      | Bezeichnung                          | Beschreibung                                            | ID       | Bild           |
| --------------------------------------------------------- | ------------------------------------ | ------------------------------------------------------- | -------- | -------------- |
| Gehägestraße 13 52° 23′ 43″ N, 9° 47′ 20″ O               |                                      | [ 1 ]                                                   | 30688457 |                |
| Gehägestraße 47 52° 23′ 30″ N, 9° 47′ 4″ O                |                                      | [ 1 ]                                                   | 30688478 |                |
| Groß-Buchholzer Kirchweg 30 52° 24′ 15″ N, 9° 48′ 2″ O    |                                      | [ 1 ]                                                   | 30688519 |                |
| Groß-Buchholzer Kirchweg 32 52° 24′ 15″ N, 9° 48′ 2″ O    | Wohnhaus                             | [ 1 ]                                                   | 30691391 |                |
| Groß-Buchholzer Kirchweg 34 52° 24′ 14″ N, 9° 48′ 2″ O    | Wohnhaus                             | [ 1 ]                                                   | 30688562 |                |
| Groß-Buchholzer Kirchweg 36 52° 24′ 14″ N, 9° 48′ 2″ O    | Wohnhaus                             | [ 1 ]                                                   | 30691456 |                |
| Groß-Buchholzer Kirchweg 38 52° 24′ 13″ N, 9° 48′ 2″ O    | MAN-Haus                             | Fertighaus aus Stahlteilen aus dem Jahr 1951            | 30690863 | Weitere Bilder |
| Habichtshorststraße 19, 21, 23 52° 23′ 42″ N, 9° 47′ 8″ O | Reihenwohnhaus Bahlo-Köhnke-Stosberg |                                                         | 44658747 |                |
| Habichtshorststraße 19, 21, 23 52° 23′ 42″ N, 9° 47′ 8″ O | Vorgärten und Hausgärten             | Vorgärten und Hausgärten                                | 52421001 |                |
| Hermann-Bahlsen-Allee 49 52° 23′ 48″ N, 9° 47′ 29″ O      |                                      | [ 1 ]                                                   | 30688601 |                |
| Pasteurallee 30 52° 24′ 19″ N, 9° 48′ 28″ O               | Buchholzer Windmühle                 | [ 1 ]                                                   | 30688622 | Weitere Bilder |
| Silberstraße 10 52° 24′ 0″ N, 9° 48′ 27″ O                | Wohnhaus                             | [ 1 ]                                                   | 30688715 |                |
| Silberstraße 12 52° 23′ 59″ N, 9° 48′ 29″ O               |                                      | Gebäude wurde abgerissen und durch einen Neubau ersetzt |          | BW             |